# Pure (Godflesh)
Pure è il secondo album in studio del gruppo industrial metal britannico Godflesh, pubblicato nel 1992.

## Tracce
1. Spite – 4:31
2. Mothra – 4:31
3. I Wasn't Born to Follow – 7:22
4. Predominance – 6:16
5. Pure – 5:02
6. Monotremata – 9:21
7. Baby Blue Eyes – 4:39
8. Don't Bring Me Flowers – 6:48
9. Love, Hate (Slugbaiting) (CD bonus track) – 9:57
10. Pure II (CD bonus track) – 21:04

## Formazione
- G. C. Green – basso
- Justin Broadrick – chitarra, voce
- Robert Hampson – chitarra
- Paul Neville – chitarra